# 恰尔特罗阿德
恰尔特罗阿德（Cart Road），是印度西孟加拉邦Darjiling县的一个城镇。总人口13701（2001年）。

## 人口
该地2001年总人口13701人，其中男性6910人，女性6791人；0—6岁人口1176人，其中男599人，女577人；识字率78.83%，其中男性为85.34%，女性为72.20%。